# Par amour (2024)
Par amour ist ein französisches Filmdrama von Élise Otzenberger aus dem Jahr 2024.

## Handlung
Als Sarah mit ihren beiden Söhnen Simon und Louis einen Tag am Strand verbringt, ist der neunjährige Simon plötzlich verschwunden. Verzweifelt macht sich Sarah auf die Suche nach ihm und findet ihn schließlich durchnässt am Wasser stehen. Sarah, die von zu Hause aus als Übersetzerin für Chinesisch arbeitet, und ihr Mann Antoine, der beruflich viel unterwegs ist, geraten immer wieder in Streit, vor allem wenn es um die Erziehung ihrer Söhne geht. Um ihre Ehe zu retten und einen Neuanfang zu starten, sind sie bereits von Paris in eine kleinere Stadt umgezogen.
Als Simon beginnt, sich merkwürdig zu verhalten, mehrmals am Tag und auch in der Nacht ein ausgiebiges Bad nimmt und sich überhaupt ungewöhnlich stark zum Wasser hingezogen fühlt, wird das Zusammenleben zunehmend belastet. Bei der Konsultation eines Psychiaters erfahren Sarah und Antoine, dass Simon Stimmen hört. Wie sich herausstellt, geschieht dies immer im Zusammenhang mit Wasser. Während Antoine beruflich in Portugal unterwegs ist, versucht Sarah zunächst, Simons sonderbares Verhalten zu unterbinden, indem sie alle von ihm mit Wasser gefüllten Behälter wieder entfernt und das Badezimmer abschließt. Als Simon an einem verregneten Abend verschwindet und Sarah ihn unter Wasser in einer Schwimmhalle wiederfindet, entschließt sie sich aus Sorge um sein Wohl, ihn nicht länger von seiner Obsession mit Wasser abzuhalten, und schlägt es auch dem siebenjährigen Louis als neues Spiel vor.
Eines Morgens entdecken die Kinder einen Diademseeigel in einer Wasserschale, der über Nacht aus einer Muschel von Simon gewachsen ist. Die außerirdischen Stimmen, die Simon hört, hätten ihm gesagt, dass er auf das Tier, das er auf den Namen Charlie tauft, aufpassen müsse, denn es würde ihm helfen, sie besser zu verstehen. Dass Simon und Louis inzwischen nicht mehr zur Schule gehen und Sarah Simon in seinem Verhalten bestärkt, stößt beim zurückgekehrten Antoine auf Unverständnis, was erneut zu Streit führt. Er glaubt, Sarah verliere allmählich den Verstand. Diese entwickelt derweil ebenfalls eine Faszination für das Wasser und Seeigel Charlie, für den sie ein kleines Aquarium besorgt. Bei einem Ausflug in der Stadt springt Sarah spontan in den Fluss und ermutigt Simon, es ihr gleichzutun, was jedoch Passanten alarmiert und einen Notfalleinsatz auslöst. Antoine ist darüber außer sich und beschließt, allein mit seinen Söhnen wegzufahren.
Sarah leidet darunter, erstmals von ihren Söhnen getrennt zu sein. Als sie sich ein Bad einlässt, beginnt das Wasser zu vibrieren und sich von allein zu bewegen. Sie lässt sich von einer Ärztin untersuchen, hat daraufhin aber erneut sonderbare Erlebnisse mit Wasser. Als sie abends auf dem Sofa aufwacht, stellt sie fest, dass die Wohnung unter Wasser steht, und sie legt sich in die vollgelaufene Badewanne. Dabei sieht sie Bilder von Simon, Charlie und Wasser vor sich. Einer Eingebung folgend, fährt sie mit Charlie zu Antoine und ihren Söhnen. Es gelingt ihr, Antoine zu überzeugen, noch in der Nacht mit ihr und den Kindern an den Strand zu fahren. In der aufziehenden Dämmerung warten sie gemeinsam auf ein Zeichen. Als Sarah bereits glaubt, sich geirrt zu haben, und sich selbst für verrückt erklärt, ziehen sich die Wolken über dem Meer in einem großen Kreis zusammen. Gebannt und als Familie vereint blicken sie dem Phänomen entgegen.

## Hintergrund

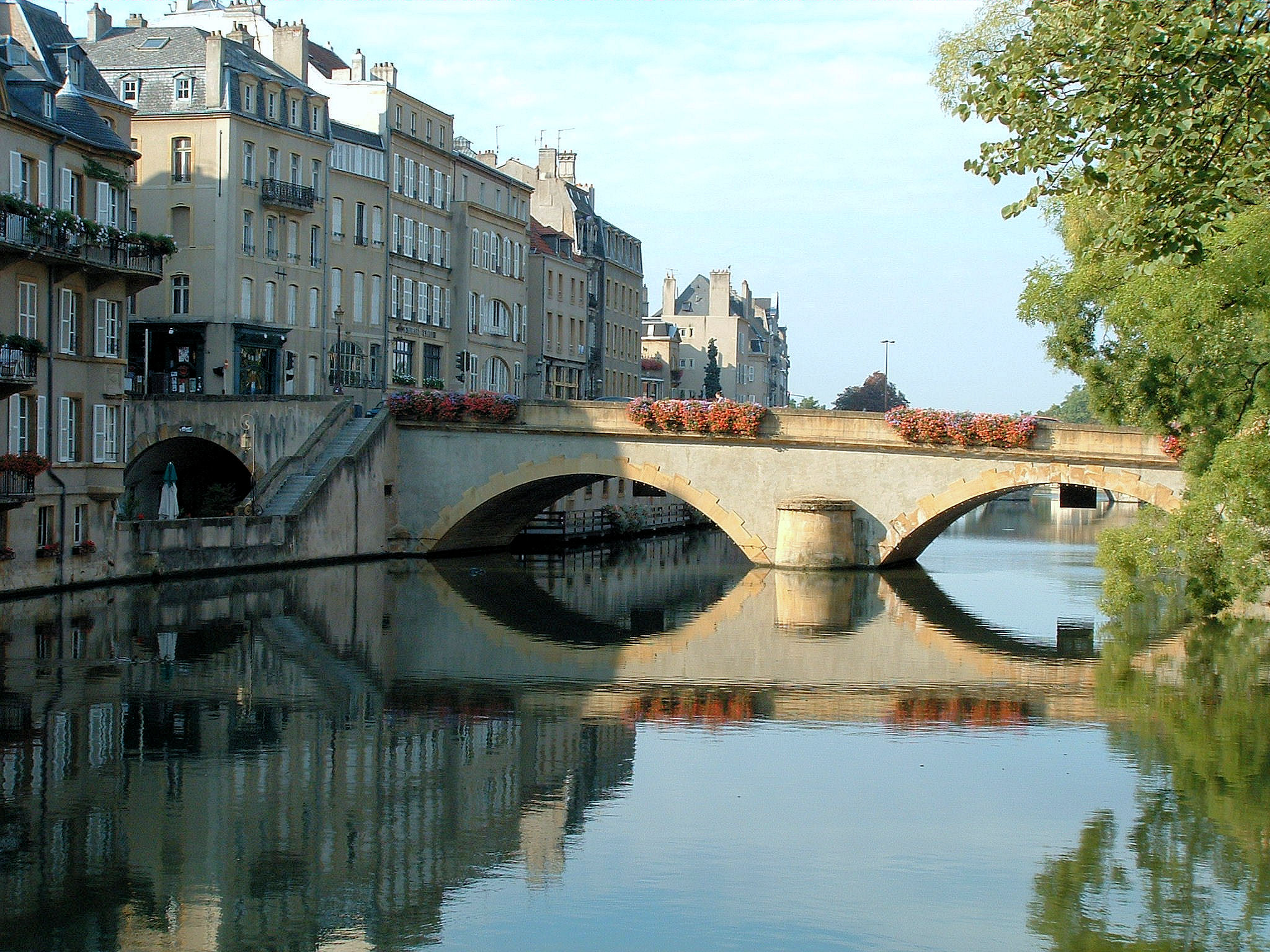
Die Mosel mit der Pont des Roches in Metz, ein Drehort des Films

Für Élise Otzenberger, die von 2000 bis 2012 zunächst als Schauspielerin in Erscheinung trat, war Par amour die zweite Regiearbeit. Ihr erster Langfilm Lune de miel war 2018 veröffentlicht worden. Die Dreharbeiten von Par amour fanden von November bis Anfang Dezember 2023 statt. Gedreht wurde 27 Tage lang auf der Île de Ré, in Metz und in einem Landhaus in der Nähe von Nancy. Das Szenenbild gestaltete Sébastien Danos, für das Kostümbild war Pauline Bertrand zuständig.
Par amour wurde erstmals am 10. Oktober 2024 auf dem Sitges Festival Internacional de Cinema Fantàstic de Catalunya in Spanien gezeigt, wo der Film am Wettbewerb um den besten fantastischen Film teilnahm. Am 15. Januar 2025 kam er in die französischen Kinos.

## Kritiken
Christophe Caron von La Voix du Nord sah in Par amour „eine sehr schöne Veranschaulichung von Vertrauen innerhalb einer fragilen Familieneinheit“. Der Film verströme „eine verstörende Atmosphäre“, die in den Fantasyfilm abzweige und einige sehr starke amerikanische Bezüge (Steven Spielberg, Jeff Nichols) aufweise. Cécile de France „verkörpert mit Bravour eine Mutter, die verzweifelt über ihren Sohn ist“.
Catherine Balle von Le Parisien bezeichnete den Film als „wunderschönes Porträt einer Mutter und Frau“, das von „einer großartigen Cécile de France“ getragen werde. „Weit entfernt von mit Spezialeffekten überladenen Studiofilmen“, so Pauline Boyer von Ouest-France, gelinge es Par amour, „mit wenigen Mitteln eine Illusion zu erzeugen“. Genau dies funktioniere „ausgezeichnet“.